# Coptodisca matheri
Coptodisca matheri is een vlinder uit de familie van de Heliozelidae. De wetenschappelijke naam van de soort is voor het eerst geldig gepubliceerd in 1974 door Lafontaine.